# 羅瑟河
53°2′25″N 11°51′30″E / 53.04028°N 11.85833°E
羅瑟河（德語：Rose），是德國的河流，位於該國東北部，由勃蘭登堡州負責管轄，屬於耶茨巴赫河的右支流，河道全長8.5公里，河口處在佩勒貝格以南。